# Polymorphus piriformis
Polymorphus piriformis es una especie de acantocéfalo del género Polymorphus, familia Polymorphidae. Fue descrita por Bremser en Rudolphi en 1819. Se encuentra en Europa y Asia del Norte.